# Uber Cup 2000
Die 18. Auflage des Uber Cups, der Weltmeisterschaft für Damenmannschaften im Badminton, fand gemeinsam mit dem Thomas Cup 2000 im Mai 2000 statt. Sieger wurde das Team aus China, welches im Finale gegen Dänemark mit 3:0 gewann.

## Qualifikationsrunde Sofia

### Vorrunde

#### Gruppe A
- Schottland –  Österreich 5:0
- Schottland –  Spanien 3:2
- Schottland –  Irland 4:1
- Spanien –  Österreich 3:2
- Spanien –  Irland 4:1
- Irland –  Österreich 4:1

#### Gruppe B
- Wales –  Mexiko 5:0
- Wales –  Kasachstan 5:0
- Wales –  Tschechien 4:1
- Kasachstan –  Mexiko 5:0
- Kasachstan –  Tschechien 3:2
- Tschechien –  Mexiko 5:0

#### Gruppe C
- Bulgarien –  Belarus 4:1
- Bulgarien –  Portugal 5:0
- Belarus –  Finnland 3:2
- Belarus –  Portugal 5:0
- Finnland –  Bulgarien 3:2
- Finnland –  Portugal 4:1

#### Gruppe D
- Russland –  Norwegen 5:0
- Russland –  Südafrika 5:0
- Russland –  Moldau 5:0
- Norwegen –  Südafrika 3:2
- Norwegen –  Moldau 4:1
- Südafrika –  Moldau 5:0

#### Gruppe E
- Schweiz –  Slowakei 4:1
- Schweiz –  Slowenien 4:1
- Schweiz –  Zypern 5:0
- Slowenien –  Slowakei 5:0
- Slowenien –  Zypern 5:0
- Slowakei –  Zypern 4:1

#### Gruppe F
- Vereinigte Staaten –  Ungarn 4:1
- Vereinigte Staaten –  Island 3:2
- Island –  Ungarn 4:1

### Halbfinalrunde

#### Gruppe W
- Dänemark –  Deutschland 5:0
- Dänemark –  Russland 3:2
- Dänemark –  Schottland 5:0
- Deutschland –  Russland 3:2
- Deutschland –  Schottland 5:0
- Russland –  Schottland 5:0

#### Gruppe X
- England –  Peru 5:0
- England –  Frankreich 5:0
- England –  Vereinigte Staaten 4:1
- Frankreich –  Peru 5:0
- Frankreich –  Vereinigte Staaten 3:2
- Vereinigte Staaten –  Peru 4:1

#### Gruppe Y
- Schweden –  Kanada 4:1
- Schweden –  Wales 4:1
- Schweden –  Bulgarien 5:0
- Kanada –  Wales 4:1
- Kanada –  Bulgarien 4:1
- Bulgarien –  Wales 3:2

#### Gruppe Z
- Niederlande –  Ukraine 5:0
- Niederlande –  Polen 5:0
- Niederlande –  Schweiz 5:0
- Ukraine –  Polen 4:1
- Ukraine –  Schweiz 5:0
- Polen –  Schweiz 3:2

### Halbfinale
- Dänemark –  England 3:0
- Niederlande –  Schweden 3:1

### Spiel um Platz 3
- Schweden –  England 3:2

### Finale
- Dänemark –  Niederlande 3:1
- Dänemark,  Niederlande und  Schweden qualifiziert für das Finale

## Qualifikationsrunde New Delhi

### Vorrunde

#### Gruppe A
- Indien –  Australien 5:0
- Indien –  Sri Lanka 5:0
- Indien –  Singapur 4:1
- Singapur –  Australien 4:1
- Singapur –  Sri Lanka 5:0
- Australien –  Sri Lanka 4:1

### Halbfinalrunde

#### Gruppe X
- Hongkong –  Indonesien 3:2
- Hongkong –  Chinesisch Taipeh 3:2
- Indonesien –  Chinesisch Taipeh 4:1
- Indonesien –  Indien 4:1
- Chinesisch Taipeh –  Indien 5:0
- Indien –  Hongkong 4:1

#### Gruppe Y
- Südkorea –  Japan 3:2
- Südkorea –  Thailand 5:0
- Südkorea –  Singapur 5:0
- Japan –  Thailand 3:2
- Japan –  Singapur 5:0
- Thailand –  Singapur 4:1

### Halbfinale
- Japan –  Hongkong 3:1
- Südkorea –  Indonesien 3:2

### Spiel um Platz 3
- Indonesien –  Hongkong 3:1

### Finale
- Südkorea –  Japan 3:2
- Südkorea,  Japan und  Indonesien qualifiziert für das Finale

## Endrunde

### Gruppe A
| Team       | Pld | W | L |
| ---------- | --- | - | - |
| Dänemark   | 3   | 3 | 0 |
| Indonesien | 3   | 2 | 1 |
| Japan      | 3   | 1 | 2 |
| Malaysia   | 3   | 0 | 3 |

| Dänemark   | 4:1 | Indonesien |
| Malaysia   | 2:3 | Japan      |
| Dänemark   | 4:1 | Malaysia   |
| Indonesien | 3:2 | Japan      |
| Dänemark   | 3:2 | Japan      |
| Indonesien | 5:0 | Malaysia   |

### Gruppe B
| Team                | Pld | W | L |
| ------------------- | --- | - | - |
| Volksrepublik China | 3   | 3 | 0 |
| Südkorea            | 3   | 2 | 1 |
| Niederlande         | 3   | 1 | 2 |
| Schweden            | 3   | 0 | 3 |

| Volksrepublik China | 5:0 | Niederlande |
| Südkorea            | 5:0 | Schweden    |
| Volksrepublik China | 5:0 | Schweden    |
| Südkorea            | 5:0 | Niederlande |
| Volksrepublik China | 5:0 | Südkorea    |
| Niederlande         | 3:2 | Schweden    |

## Finalrunde

### K.-o.-Runde
|  | Halbfinale          | Halbfinale |                     |          | Finale | Finale |
|  |                     |            |                     |          |        |        |
|  |                     |            |                     |          |        |        |
|  | Volksrepublik China | 3          |                     |          |        |        |
|  | Indonesien          | 0          |                     |          |        |        |
|  |                     |            | Volksrepublik China | 3        |        |        |
|  |                     |            |                     | Dänemark | 0      |        |
|  | Dänemark            | 3          |                     |          |        |        |
|  | Südkorea            | 0          |                     |          |        |        |
|  |                     |            |                     |          |        |        |